# Santuario della Madonna delle Lacrime

Aufnahme von 2012

Die Santuario della Madonna delle Lacrime (deutsch: Heiligtum der heiligen Jungfrau der Tränen) ist eine Wallfahrtskirche in Syrakus. Die Kirche ist die größte Wallfahrtskirche auf Sizilien.

## Entstehung
Am 29. August 1953 soll ein Gipsbild im Haus eines Bauern begonnen haben, Tränen zu vergießen. Die Nachricht über dieses angebliche Wunder verbreitete sich schnell und   erstmals pilgerten Hunderttausende von Gläubigen nach Syrakus, um ein Madonnenbild zu sehen. Nach drei Tagen veranlasste die Kurie, dass von den "Tränen" eine Probe genommen wurde. Der Tränenfluss stoppte. Die Analyse soll eine ähnliche Zusammensetzung wie menschliche Tränen ergeben haben. Der Bischof von Palermo erklärte die Tränen für echt und es wurde ein Wallfahrtsort geplant.

## Der Bau
Im Jahre 1956 wurde die Errichtung eines Wallfahrtsortes verordnet. An der Stelle des Wunders konnte die Kirche nicht errichtet werden, da dort viele Häuser stehen. Es wurde dann der heutige Standort als Bauplatz gefunden. Bei dem Architektenwettbewerb wurde 1957 der Entwurf des französischen Architekten Michel Andrault (1926–2020) und Pierre Parat (1928–2019) gewählt.
Der Bau begann im Jahre 1966. Erst musste geprüft werden, ob archäologische Funde auf dem Baugelände vorhanden sind. Ein antikes Wohngebiet aus dem 6. Jahrhundert wurde gefunden und ein Stück einer Straße ausgegraben. Diese Straße war die Hauptstraße des Stadtteils Acradina und bestand aus zwei Schichten, eine alte aus Kalkstein und Pflaster, um die abgenutzte Straße zu erneuern. Hier wurden auch Überreste eines Demeter- und Koreheiligtums gefunden.
Zuerst wurde die Krypta erbaut und dort das Wunderbild ausgestellt. Die Kirche wurde 1994 fertiggestellt und durch Papst Johannes Paul II. geweiht. 2002 erhob er die Kirche in den Rang einer Basilica minor. Beachtlich ist, dass der Bau aus Spannbeton gefertigt wurde. Damit setzt er sich deutlich gegenüber den anderen Kirchen der Stadt ab. Auch im Inneren ist die eher karge Einrichtung ein deutlicher Widerspruch zu den anderen Gotteshäusern in der Region.

## Die Kirche
Die Kirche hat Platz für 11.000 Besucher. Sie hat eine Höhe von 74,50 m, der Innendurchmesser beträgt etwa 71,40 m, das ergibt eine Fläche von etwa 4.000 m².

Innenansicht der „Kuppel“
Außenansicht